# Abila (geslacht)
Abila is een geslacht van rechtvleugeligen uit de familie Romaleidae. De wetenschappelijke naam van dit geslacht is voor het eerst geldig gepubliceerd in 1878 door Stål.

## Soorten
Het geslacht Abila omvat de volgende soorten:
- Abila bolivari Giglio-Tos, 1900
- Abila christianeae Carbonell, 2002
- Abila descampsi Carbonell, 2002
- Abila latipes Stål, 1878